# Polańska
Polańska (inaczej Horbki Sabaryniackie, Makowertyn, 737 m n.p.m.) - częściowo zalesiony i zakrzaczony szczyt w Gnieździe Jawornika, we wschodniej części Beskidu Niskiego. Znajduje się na bocznym grzbiecie na południowy wschód od Jawornika. Od wschodu znajduje się szczyt Garbki (671 m n.p.m.) a następnie grzbiet stromo opada do doliny Wisłoka, pomiędzy Surowicą a Wernejówką.
Na szczycie znajduje się mała kapliczka. Ze szczytu rozciąga się szeroka panorama (ponad 180°, szczególnie na stronę południową). Przy sprzyjających warunkach można stąd dostrzec Tatry, Bieszczady oraz Volovské vrchy.
Polańska jest charakterystycznym wzniesieniem tuż nad Polanami Surowicznymi. Ze względu na istnienie w nich m.in. chatki studenckiej, z którą związanych uczuciowo jest wielu turystów, Polańska otoczona jest pewnym kultem i stanowi miejsce wielu spacerów i wycieczek. Z tych względów o Polańskiej powstały również np. piosenki.

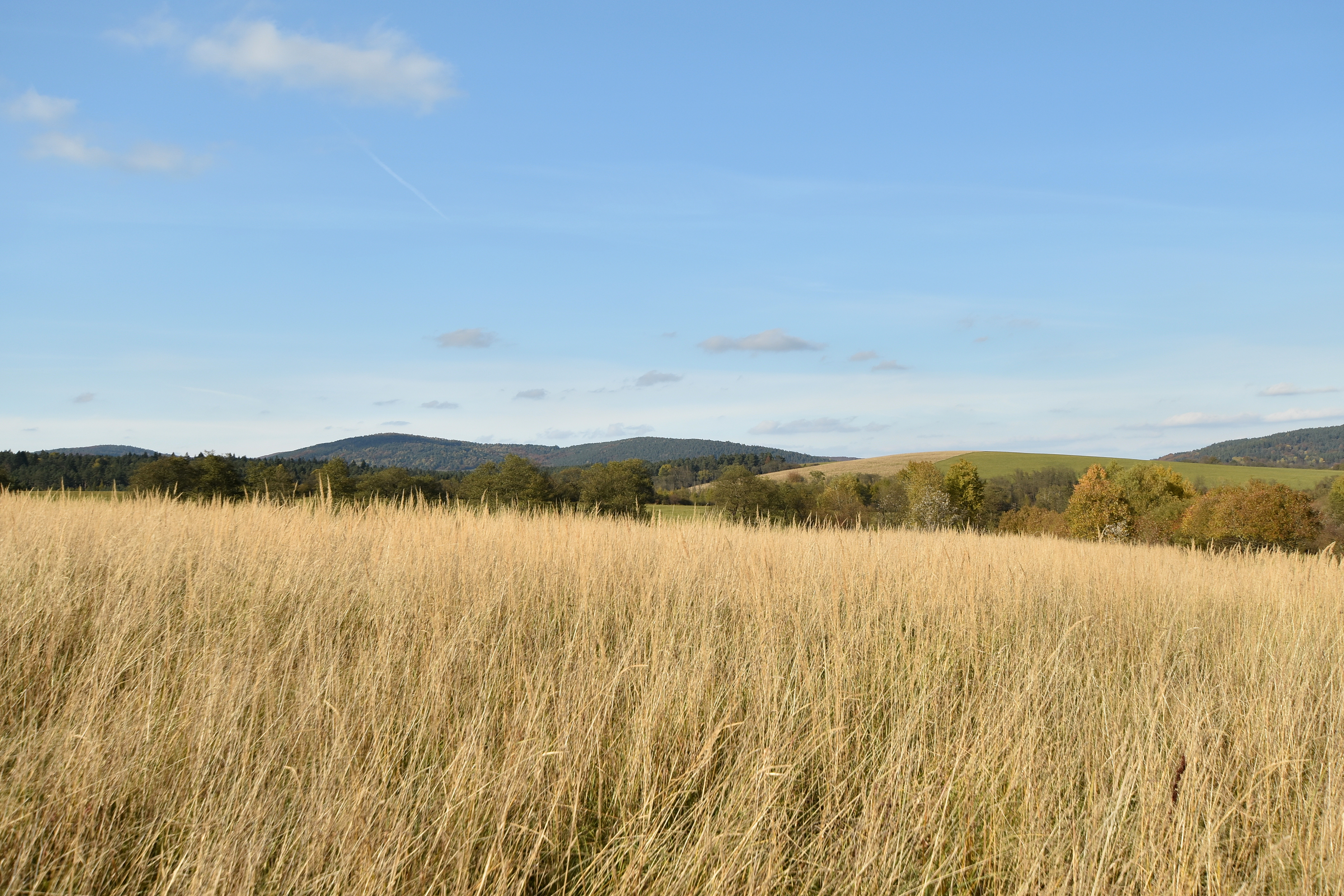
Polańska, widok z Moszczańca